# Burg Schwenden
Die Burg Schwenden ist eine von zwei abgegangenen Höhenburgen auf 650 m ü. NHN im Bereich des Wohnplatzes Schwenden in der Gemarkung Ratzenried der Gemeinde Argenbühl im Landkreis Ravensburg (Baden-Württemberg). Sie lag etwa 600 Meter westsüdwestlich des Ortes.
Die Burg war im Besitz der Herren von Schwenden und wird 1309 erstmals mit Heinrich von Schwenden erwähnt. Heute erinnert ein Gedenkstein von Otto Merkt von 1938 an die ehemalige Burganlage.